# Pocałunek kobiety pająka (film)
Pocałunek kobiety pająka (ang. Kiss of the Spider Woman) – film fabularny z roku 1985 w reżyserii brazylijskiego reżysera Hectora Babenco. Scenariusz powstał na podstawie powieści Manuela Puiga pt.: El Beso de la mujer araña (hiszp.: Pocałunek kobiety-pająka). Zdjęcia kręcono w São Paulo.

## Obsada
- William Hurt – Luis Molina
- Raúl Juliá – Valentin Arregui
- Sônia Braga – Leni Lamaison / Marta / Spider Woman
- José Lewgoy – Warden
- Milton Gonçalves – Tajniak
- Míriam Pires – matka Moliny
- Nuno Leal Maia – Gabriel, przyjaciel Moliny
- Fernando Torres – Americo
- Patricio Bisso – Greta
- Herson Capri – Werner, kochanek Leni
- Denise Dumont – Michelle, przyjaciel Leni
- Antônio Petrin – Clubfoot, partyzant
- Wilson Grey – Flunky, partyzant
- Miguel Falabella – sierżant
- Walter Breda – agent

## Opis fabuły
Film opowiada losy więźniów politycznych i obyczajowych, osadzonych w latach 70. XX wieku, w jednym z argentyńskich więzień. Luis Molina odbywa karę za prowadzenie życia transseksualisty wśród gejów a heteroseksualny Valentin Arrequi za walkę z reżimem Perona. Obaj przebywają w tej samej celi. Lewicowe poglądy więźnia politycznego bardzo ułatwiają relacje międzyludzkie z więźniem z przyczyn obyczajowych. Luis i Valentin zajmują sobie czas opowieściami o filmach, jakie obejrzeli w swoim życiu, m.in. opowiadające czasy nazistowskich Niemiec. Przewijają się w nich postacie realne i mistyczne (m.in. tytułowa kobieta-pająk). Wizje z opowieści przepełnione są tajemniczością i symboliką. Opowiadający wykazuje się wielką wrażliwością na cierpienie, miłość i ból innych. Wyraża swoje pragnienie szacunku dla siebie i swojego stylu życia. Opowieści Luisa ukazują zło i krzywdy wyrządzane przez reżimy nazistowskie i faszystowskie osobom homoseksualnym, biseksualnym i transseksualnym, czyli środowiskom LGBT. Luis uświadamia Valention o rzeczywistych przyczynach istnienia w przyrodzie homoseksualizmu. Lewicowy więzień okazuje się być tym, który umie zrozumieć deficyt społecznej akceptacji dla mniejszości seksualnej, którą reprezentuje Luis.
Na skutek szykan służb więziennych wobec więźniów politycznych, stan zdrowia Valentina gwałtownie się pogarsza: w pożywieniu podano mu środki przeczyszczające. Luis opiekuje się swoim osłabionym towarzyszem z celi, myje go, daje pić i dożywia, ratując go przed śmiercią z wycieńczenia. Po wyzdrowieniu Valentin, nie umiejąc się w inny sposób odwdzięczyć za uratowanie życia, odbywa z Luisem akt płciowy.
Luis, po wyjściu z więzienia dostarcza współpracownikom politycznym Valentina wiadomości i ginie w czasie zasadzki junty wojskowej na opozycjonistów. Pozostały w więzieniu Valentin, zamęczony torturami, umiera mając wizję odwiedzin kobiety-pająka, która pocałunkiem daje mu ukojenie w chwili śmierci.

## Nagrody i nominacje
Oscary za rok 1985
- Najlepszy aktor - William Hurt
- Najlepszy film - David Weisman (nominacja)
- Najlepsza reżyseria - Héctor Babenco (nominacja)
- Najlepszy scenariusz adaptowany - Leonard Schrader (nominacja)

Złote Globy 1985
- Najlepszy dramat (nominacja)
- Najlepszy aktor dramatyczny - William Hurt (nominacja)
- Najlepszy aktor dramatyczny - Raúl Juliá (nominacja)
- Najlepsza aktorka drugoplanowa - Sônia Braga (nominacja)

Nagrody BAFTA 1985
- Najlepszy aktor - William Hurt